# GNF 2 (2006/2007)
Sezon 2006/2007 ligi GNF 2 był 12. sezonem w historii tych rozgrywek.

## Drużyny
| - Chabab Mohammédia - Chabab Houara - KAC Kénitra - FUS Rabat |  | - Union Touarga - Racing Casablanca - Stade Marocain Rabat - Tihad Témara |  | - Renaissance Berkane - Renaissance Settat - Hilal Nador - Wafa Wydad |  | - Union Sidi Kacem - Rachad Bernoussi - Union Mohammédia - Youssoufia Berrechid |

## Tabela końcowa
W = Wygrane; R = Remisy; P = Przegrane; G/+ = Gole strzelone; G/- = Gole stracone; +/- = Różnica bramek; Pkt = Punkty
M = Mistrz
| Marokańska GNF 2 sezon 2006-07        |
| ------------------------------------- |
| FUS de Rabat 3. tytuł mistrza w GNF 2 |